# La Paz (El Abra)
La Paz es un municipio perteneciente a  la provincia de El Abra en la Región Administrativa de La Cordillera (RAC) situada al norte de la  República de Filipinas y de la isla de Luzón, en su interior. 

## Geografía
Tiene una extensión superficial de 80.70 km² y según el censo del 2007, contaba con una población de  14,658 habitantes, 14 882 el 1 de mayo de 2010 formando 2 994 hogares.

### Ubicación
| Noroeste: Bangued | Norte: Danglas | Noreste: Lagayan         |
| Oeste: Bangued    |                | Este: San Juan y Dolores |
| Suroeste: Bangued | Sur: Tayun     | Sureste: Dolores         |

### Barangayes
La Paz se divide administrativamente en 12 barangayes, 11 rurales y 1 urbano.
| Barangay        | Población (2007) | Población (2010) |
| --------------- | ---------------- | ---------------- |
| Benben (Bonbon) | 473              | 551              |
| Bulbulala       | 1,325            | 1 183            |
| Buli            | 1,260            | 1 453            |
| Canan (Gapan)   | 1,162            | 1 155            |
| Liguis          | 900              | 911              |
| Malabbaga       | 1,120            | 1 243            |
| Mudeng          | 1,115            | 1 150            |
| Pidipid         | 804              | 950              |
| Población       | 3,878            | 3 687            |
| San Gregorio    | 1,340            | 1 178            |
| Toon            | 844              | 928              |
| Udangan         | 437              | 490              |